# Anastasia Abbagnato
Anastasia Abbagnato (* 19. November 2003) ist eine italienische Tennisspielerin.

## Karriere
Abbagnato spielt hauptsächlich auf der ITF Women’s World Tennis Tour, wo sie bislang einen Einzel- und neun Doppeltitel gewann.

## Turniersiege

### Einzel
| Nr. | Datum            | Turnier | Kategorie | Belag     | Finalgegnerin | Ergebnis |
| --- | ---------------- | ------- | --------- | --------- | ------------- | -------- |
| 1.  | 28. Oktober 2023 | Villena | ITF W15   | Hartplatz | Adriana Reami | 6:1, 6:2 |

### Doppel
| Nr. | Datum             | Turnier                  | Kategorie | Belag             | Partnerin           | Finalgegnerinnen                              | Ergebnis           |
| --- | ----------------- | ------------------------ | --------- | ----------------- | ------------------- | --------------------------------------------- | ------------------ |
| 1.  | 27. August 2022   | Kairo                    | ITF W15   | Sand              | Beatrice Stagno     | Vanessa Ersöz Doğa Türkmen                    | 6:1, 6:2           |
| 2.  | 1. Oktober 2022   | Scharm asch-Schaich      | ITF W15   | Hartplatz         | Beatrice Stagno     | Aglaya Fedorova Jelena Pridankina             | 2:6, 6:3, [10:5]   |
| 3.  | 24. Dezember 2022 | Scharm asch-Schaich      | ITF W15   | Hartplatz         | Sandra Samir        | Tilwith Di Girolami Stephanie Judith Visscher | kampflos           |
| 4.  | 29. Juli 2023     | Monastir                 | ITF W15   | Hartplatz         | Virginia Ferrara    | Oleksandra Koraschwili Gaia Parravicini       | 3:6, 7:5, [10:8]   |
| 5.  | 24. November 2023 | Ortisei                  | ITF W25   | Hartplatz (Halle) | Kamilla Bartone     | Indy de Vroome Katarina Kozarov               | 6:4, 6:2           |
| 6.  | 31. August 2024   | Triest                   | ITF W35   | Sand              | Anita Wagner        | Živa Falkner Amarissa Tóth                    | 6:3, 4:6, [11:9]   |
| 7.  | 12. Oktober 2024  | Santa Margherita di Pula | ITF W35   | Sand              | Miriana Tona        | Jaeda Daniel Sada Nahimana                    | 6:73, 6:3, [12:10] |
| 8.  | 18. Januar 2025   | Buenos Aires             | ITF W35   | Sand              | Nicole Fossa Huergo | Silvia Ambrosio Verena Meliss                 | 3:6, 6:4, [10:8]   |
| 9.  | 2. August 2025    | Knokke-Heist             | ITF W35   | Sand              | Despina Papamichail | Yara Bartashevich Sarah van Emst              | 7:5, 6:1           |